# 酒見賢一
酒見賢一（日语：酒見賢一，1963年11月26日—2023年11月7日）是日本福岡縣久留米市出生的男性小說家，作品採用的題材以改編中國歷史上的人事物居多。

## 經歷
酒見賢一在就讀愛知大學畢業後至名古屋當地一間負責住屋設備的公司就職，並在勤務的空檔裡嘗試撰寫文章。
之後於1989年發表了個人第一篇作品《後宮小說》，此小說則獲得當年第一屆的日本奇幻小說大獎。後續在1992年酒見賢一以《墨攻》、《在陋巷》、《畢達哥拉斯之旅》三篇作品得到中島敦紀念獎，而2000年推出的《周公旦》則拿下第19屆的新田次郎文學獎。
2023年11月7日，酒見因呼吸衰竭去世，享年59歲。

## 作品

### 小說
- 1989年：後宮小說
- 1991年：聖母的部隊
- 1991年：畢達哥拉斯之旅
- 1991年：墨攻
- 1992～2002年：在陋巷
- 1995年：童貞
- 1998年：關於旁白的事情
- 1999年：周公旦
- 2004～2012年：膽小鬼愛哭鬼諸葛孔明
- 2010年：分解

### 漫畫原作
- 1992～1996年：墨攻、森秀樹作畫
- 1995～1996年：D'ARC 聖女貞德傳、近藤勝也作畫
- 2009：在陋巷─顏回傳奇、羽生生純作畫

### 其它
- 2010年：中國雜話 中國的思想